# Publi Considi Llong
Publi Considi Llong (llatí: Publius Considius Longus) va ser un militar magistrat romà dels últims temps de la República. Formava part de la gens Consídia, una gens romana d'origen plebeu.
Va ser pretor i després propretor a l'Àfrica, fins que va deixar la província poc abans d'esclatar la guerra civil entre Juli Cèsar i Pompeu per anar a Roma on va ser candidat a cònsol, deixant el càrrec a mans de Quint Ligari. En esclatar la guerra civil es va decantar per Pompeu i va tornar a Àfrica ocupant Adrumetum amb una legió ciutat que va mantenir durant dos anys, fins al 47 aC. Va fer un atac sense èxit a Achilla, una ciutat lliure favorable a Cèsar i es va haver de retirar d'Adrumetum cap a Tisdra, però després de la derrota de Quint Cecili Metel Escipió a la batalla de Tapsos, i en veure que Gneu Domici Calví es preparava per fer-li front, va fugir en secret amb alguns fidels gètuls cap a Mauritània, però al segon dia va ser mort pels gètuls que li van robar el que portava. Va deixar un fill, Gai Considi.